# Magnétosome
 (juillet 2023).
Si vous disposez d'ouvrages ou d'articles de référence ou si vous connaissez des sites web de qualité traitant du thème abordé ici, merci de compléter l'article en donnant les références utiles à sa vérifiabilité et en les liant à la section « Notes et références ».

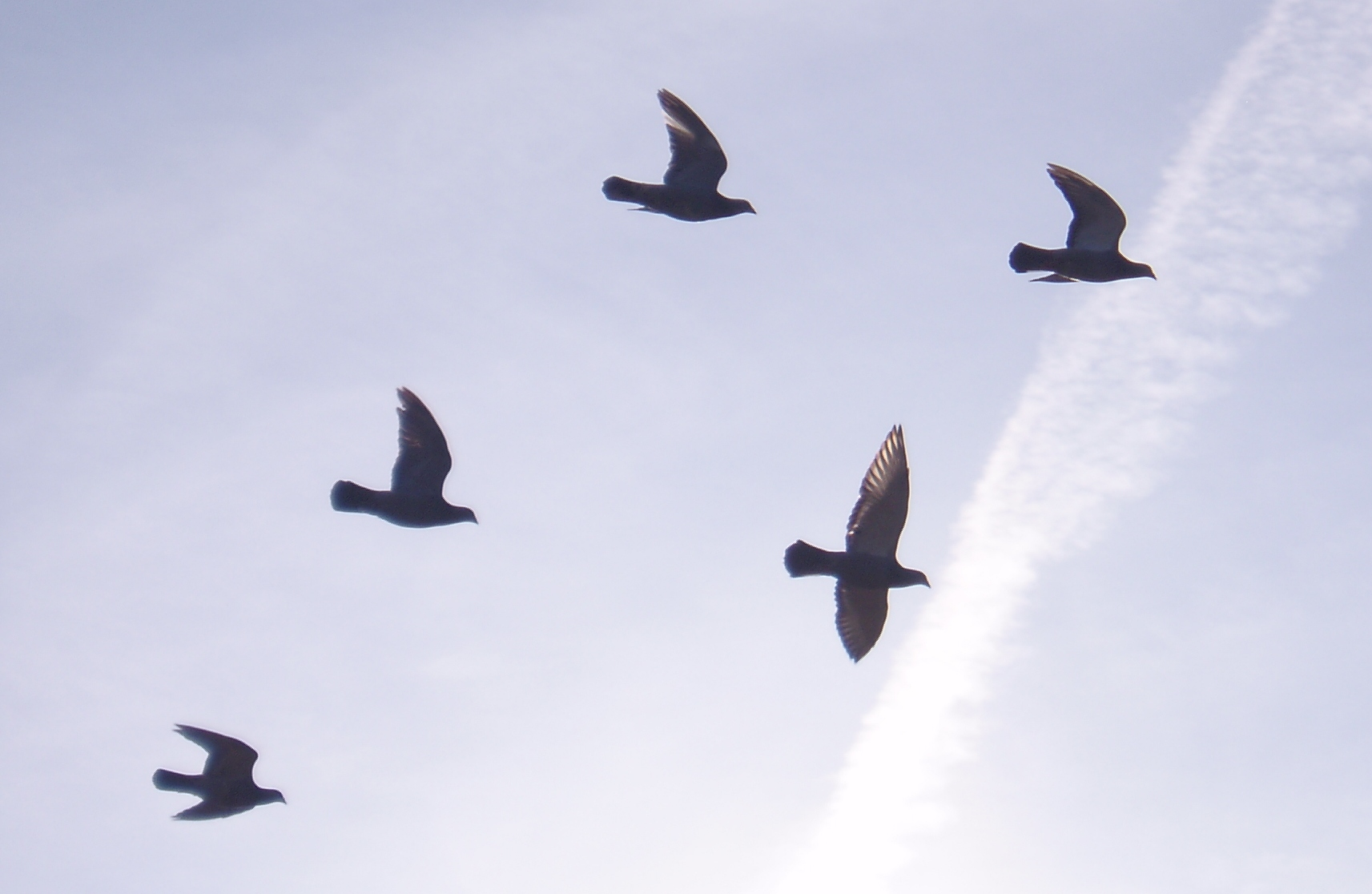
Vol de pigeons voyageurs.

Un magnétosome est un organite responsable de la magnétotaxie — ou magnétotactisme — chez certains êtres vivants tels que les bactéries magnétotactiques, mais aussi, sous des formes variables, chez des eucaryotes, voire des organismes multicellulaires. Il s'agit d'une structure membraneuse formant une chaîne de 15 à 20 cristaux de magnétite (oxyde de fer(II,III) FeO·Fe2O3), parfois de greigite (sulfure de fer(II,III) FeS·Fe2S3), agissant comme l'aiguille d'une boussole afin de permettre aux microorganismes qui en sont pourvus de s'orienter par rapport au champ magnétique terrestre.

## Structure et propriétés
Chaque cristal d'un magnétosome est entouré d'une bicouche lipidique dotée de protéines membranaires, l'ensemble résultant d'une invagination de la membrane plasmique et demeurant lié à cette dernière : ce ne sont pas, dans ce cas, des vésicules indépendantes. De tels magnétosomes à cristaux de magnétite ont également été identifiés dans des algues magnétotactiques, cellules eucaryotes qui peuvent contenir plusieurs milliers de cristaux[réf. nécessaire].

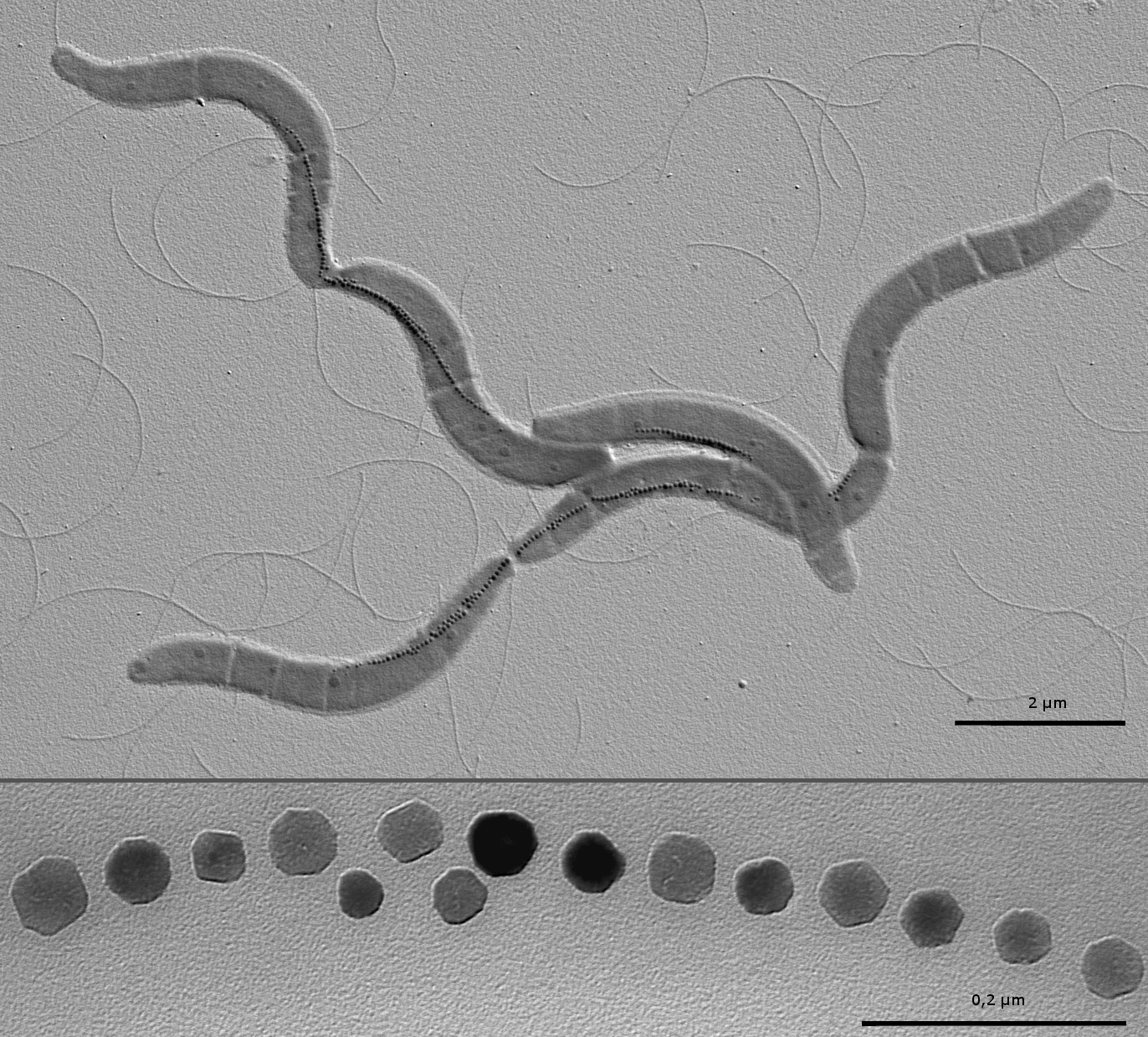
Magnetospirillum gryphiswaldense et ses chaînes de cristaux de magnétite, vus en gros plan en bas de l'image.

Les cristaux des magnétosomes présentent à la fois une grande pureté chimique, des tailles et des morphologies comparables au sein d'un même organisme, et une disposition particulière dans les cellules, ce qui suggère qu'ils résultent de processus de biominéralisation très contrôlés. Outre la magnétite et la greigite, divers sulfures de fer ont été observés, tels que la mackinawite (un sulfure de fer(II) FeS tétragonal) et un FeS cubique dont on pense qu'ils sont des précurseurs de sulfure de fer(II,III) Fe3S4[réf. nécessaire].
Trois grands types de morphologies ont été identifiés chez les bactéries magnétotactiques pour les cristaux des magnétosomes : cuboïde, prismatique ou en forme de pointe de flèche, d'obus ou de dent. Chaque cristal mesure environ entre 35  et   120 nm de long, et ne contient donc qu'un seul domaine de Weiss, ce qui correspond à une magnétisation maximum. Des cristaux plus petits seraient superparamagnétiques — c'est-à-dire à la magnétisation instable et susceptible de s'inverser spontanément — tandis que des cristaux plus grands auraient plusieurs domaines de Weiss et donc une magnétisation globale plus faible[réf. nécessaire].
Chez la plupart des bactéries magnétotactiques, les cristaux des magnétosomes forment une ou plusieurs chaînes dont les moments magnétiques sont alignés parallèlement à la chaîne, dont le moment magnétique résultant est suffisant pour permettre mécaniquement à la bactérie de rester alignée sur les lignes du champ magnétique terrestre malgré le mouvement brownien et les turbulences thermiques du milieu dans lequel elles se trouvent[réf. nécessaire].

## Diversité et particularités

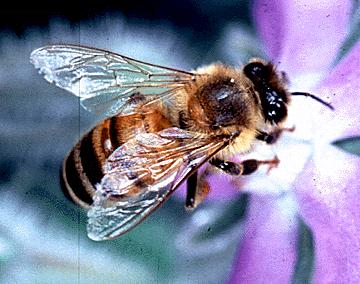
Apis mellifera ligustica.

On trouve des magnétosomes et des structures apparentées non seulement chez les bactéries mais aussi chez des eucaryotes tels que des algues magnétotactiques du genre Anisonema, et chez des organismes pluricellulaires tels que les termites, les abeilles Apis mellifera, les papillons, les truites, les saumons Oncorhynchus,, les anguilles, les dauphins, les oiseaux migrateurs (pigeons voyageurs notamment).
De nombreuses bactéries magnétotactiques possèdent des magnétosomes dont la structure ou l'organisation semble s'écarter du schéma optimal que serait une chaîne unique de cristaux magnétisés. Des cellules coccoïdes observées au Brésil contiennent ainsi un grand nombre de magnétosomes atteignant 200 nm dont le moment magnétique est environ 250 fois plus grand que celui d'une cellule typique de Magnetospirillum magnetotacticum. Certaines bactéries magnétotactiques contiennent plusieurs centaines de cristaux, bien plus que nécessaire pour l'orientation. Magnetobacterium bavaricum, une grande bactérie en forme de bâtonnet, peut contenir jusqu'à un millier de cristaux en forme d'obus formant plusieurs chaînes traversant la cellule[réf. nécessaire].
Certaines bactéries ont des magnétosomes dont les cristaux ne sont pas organisés en chaînes mais en agrégats d'un côté de la cellule. Ces configurations non optimales pourraient indiquer que le rôle des magnétosomes ne serait pas limité à l'orientation passive par rapport au champ magnétique environnant mais pourrait être plus large, peut-être avec des fonctions métaboliques.[réf. nécessaire]
Il avait été proposé au début du siècle que des structures atypiques observées sur la météorite martienne ALH84001 seraient des restes de structures biologiques apparentées à des magnétosomes, ce qui n'a jamais convaincu la communauté scientifique.